# 東武蔵
東 武蔵（あずま むさし、1893年1月29日 - 1970年2月9日）は、明治から昭和にかけての浪曲師である。本名は東常吉。

## 概説
埼玉県川越生まれ、東京育ち。8歳の時、宝集舎栄楽門下の文楽の養子となり、栄楽門下で栄馬、13歳で真打となり少年浪曲師として活躍、1911年（明治44年）19歳の時、巖谷小波の命名で東武蔵を名乗る。噛んで吐き出すような節調「武蔵節」と才気縦横でアドリブも自在な滑稽は、全くの独流であった。朝刊のニュースを夕方の寄席で演題に入れ喝采を浴びる。寄席読みできめ細かな芸風、演出は奇抜を極めた。のちに落語家の立川談志がこよなく愛し、その演芸選集にも登場する。
戦後ラジオの浪曲番組での審査員としても活躍、1955年（昭和30年）脳出血で倒れ闘病生活を続けた。
1970年（昭和45年）2月9日、脳梗塞のため千葉県千葉市の自宅にて死去。77歳。
弟子に若武蔵ほか。実の娘が女優の東恵美子。

## 得意演目
- 「磯打つ浪」
- 「相馬大作」
- 「高根嵐」
- 「明石の夜嵐」